# Antonio Delgado Palomo
Antonio Delgado Palomo (20 de septiembre de 1957-1 de abril de 2021) fue un deportista español que compitió en atletismo adaptado. Ganó cuatro medallas en los Juegos Paralímpicos de Verano entre los años 1976 y 1988.

## Palmarés internacional
| Juegos Paralímpicos | Juegos Paralímpicos                              | Juegos Paralímpicos | Juegos Paralímpicos  |
| Año                 | Lugar                                            | Medalla             | Prueba               |
| ------------------- | ------------------------------------------------ | ------------------- | -------------------- |
| 1976                | Toronto (Canadá)                                 | Medalla de oro      | 100 m F              |
| 1976                | Toronto (Canadá)                                 | Medalla de oro      | Salto de longitud F  |
| 1984                | Nueva York (EE. UU.) Stoke Mandeville (R. Unido) | Medalla de bronce   | Salto de longitud B1 |
| 1988                | Seúl (Corea del Sur)                             | Medalla de plata    | Salto de longitud B1 |